# Nicolás I (papa)
 Nicolás I, llamado el Magno o el Grande (Roma, c. 800-Roma, 13 de noviembre de 867) fue el papa 105.º de la Iglesia católica de 858 a 867.

## Biografía

### Primeros años
Perteneciente a una familia distinguida, ingresó muy joven al servicio de la Iglesia siendo nombrado subdiácono por Sergio II y diácono por León IV.

## Papado
Elegido papa mientras el emperador Luis II el Joven se encontraba en Roma, fue inmediatamente consagrado por este.
Está considerado como uno de los papas más importantes de la Edad Media, ya que, aprovechando la crisis por la que atravesaba el reino carolingio, comenzó a afianzar la doctrina que defendía que el poder espiritual de Roma, encarnado en la figura del Papa, se encontraba por encima de cualquier otro poder incluido el civil representado por el emperador. Esta postura le llevó a enfrentarse en lo político con el emperador del Sacro Imperio Romano Germánico y en lo religioso con la Iglesia Oriental.

### Relación con el Imperio Carolingio
Su enfrentamiento con el imperio occidental se inicia cuando Lotario II, hijo del emperador Lotario I, quiso separarse de su esposa Teutberga, que no le había dado hijos, para casarse con Waldrada, para lo cual contó con el apoyo del clero episcopal franco que aprobó la anulación matrimonial en los sínodos de Aquisgrán y Metz, celebrados en 862 y 863 respectivamente.
Nicolás responde amenazando a Lotario con la excomunión y deponiendo y excomulgando a los arzobispos de Colonia y Tréveris, al tiempo que declara nulos los concilios celebrados. De hecho, desde entonces los sínodos locales para ser considerados tales habrían de contar con la aprobación de Roma.
Lotario II, con el respaldo de su hermano y emperador Luis II, se dirige hacia Roma al mando de su ejército y sitia la ciudad hasta que logra llegar a un acuerdo por el que los arzobispos destituidos vuelven a sus sedes aunque sigue sin reconocer como válida la anulación matrimonial de Lotario.

### Relación con Bizancio
Durante el pontificado de Nicolás I tuvo lugar el llamado cisma fociano que dos siglos más tarde provocará el Cisma de las Iglesias Oriental y Occidental.
El cisma fociano, se inicia cuando en 858 es nombrado Patriarca de Constantinopla el laico Focio en sustitución de Ignacio que había sido depuesto por Bardas, tío del emperador Miguel III y regente del Imperio, por negarse a darle la comunión acusándole de incesto.
Focio comunica al papa Nicolás I su entronización como patriarca, pero también recibe quejas de los partidarios de Ignacio sobre la legalidad de la nueva elección patriarcal, por lo que el papa envía a Constantinopla dos legados para que le informaran de la situación real.
Los legados quedaron convencidos de la legalidad de la elección de Focio y en un sínodo local, en 861, declaró nulo el patriarcado de Ignacio.
La situación sin embargo no se resuelve, ya que el abad Teognosto, partidario de Ignacio, viaja a Roma y entrega al papa una carta de apelación que él mismo había falsificado como si fuera de Ignacio lo que, junto con la promesa de obediencia incondicional, induce a Nicolás I a excomulgar, en 867, a Focio declarando a Ignacio como patriarca legítimo.
Esta acción junto al hecho de que Nicolás I se entrometiera, enviando sus propios misioneros, en la cristianización de Bulgaria que estaba siendo realizada por los bizantinos, provocó que Focio, apoyado por el emperador Miguel III, en un sínodo celebrado también en el año 867 en Bizancio, excomulgara al papa, aprovechando además para rechazar la inclusión del Filioque en el Credo niceno defendida por la Iglesia Occidental.
El cisma se resuelve en ese mismo año de 867 al fallecer tanto el emperador Miguel III como el papa Nicolás I y ser depuesto Focio en el patriarcado de Constantinopla que será nuevamente ocupado por Ignacio. Pero la solución es sólo ficticia y sus causas quedarán larvadas hasta que en 1054 resurjan y provoquen el cisma definitivo.
Falleció el 13 de noviembre de 867 sin conocer su excomunión por parte de Focio y dejando la solución del cisma fociano a su sucesor Adriano II mediante el Concilio de Constantinopla IV.